# Ивана Селаков
Ивана Селаков (на сръбски: Ивана Селаков) е родена на 8 ноември 1978 година в Белград. Израснала е в Сомбор, където започва да навлиза в музиката. Завършва музикално училище, участва в многобройни певчески състезания проведени в джаз и рокендрол клубове. През 1997 г. започва да учи биология в Белград, но скоро след това се посвещава на музиката. След биологията Ивана започва изучаването на „Записване и проектиране на звука“. Участва като солист в няколко фестивала – „Радио фестивал“, „Беловизия 2006“ и др. Започва да е вокал на много популярни певци, една от които е кралицата на турбофолка Цеца Величкович-Ражнатович.

## Дискография

### Студийни албуми
- Sreća (2010)
- Probijam led (2012)

- Други песни

1. Vremeplov (2005)
2. Izabran (2006)
3. Pet na jedan (2007)
4. Protiv srca (2007)
5. Zavet (2008)
6. Moje odbrane (2009)
7. Otplovimo (2009)
8. Naše malo slavlje (2011)
9. Grad, grad (2013)
10. Bolujem godinama (2013)
11. Nema plana (2014)